# Chiesa della Natività di Maria (Madruzzo)
La chiesa della Natività di Maria è la parrocchiale di Pergolese, frazione di Madruzzo, in Trentino. Appartiene all'ex-decanato di Calavino e risale al XX secolo.

## Storia

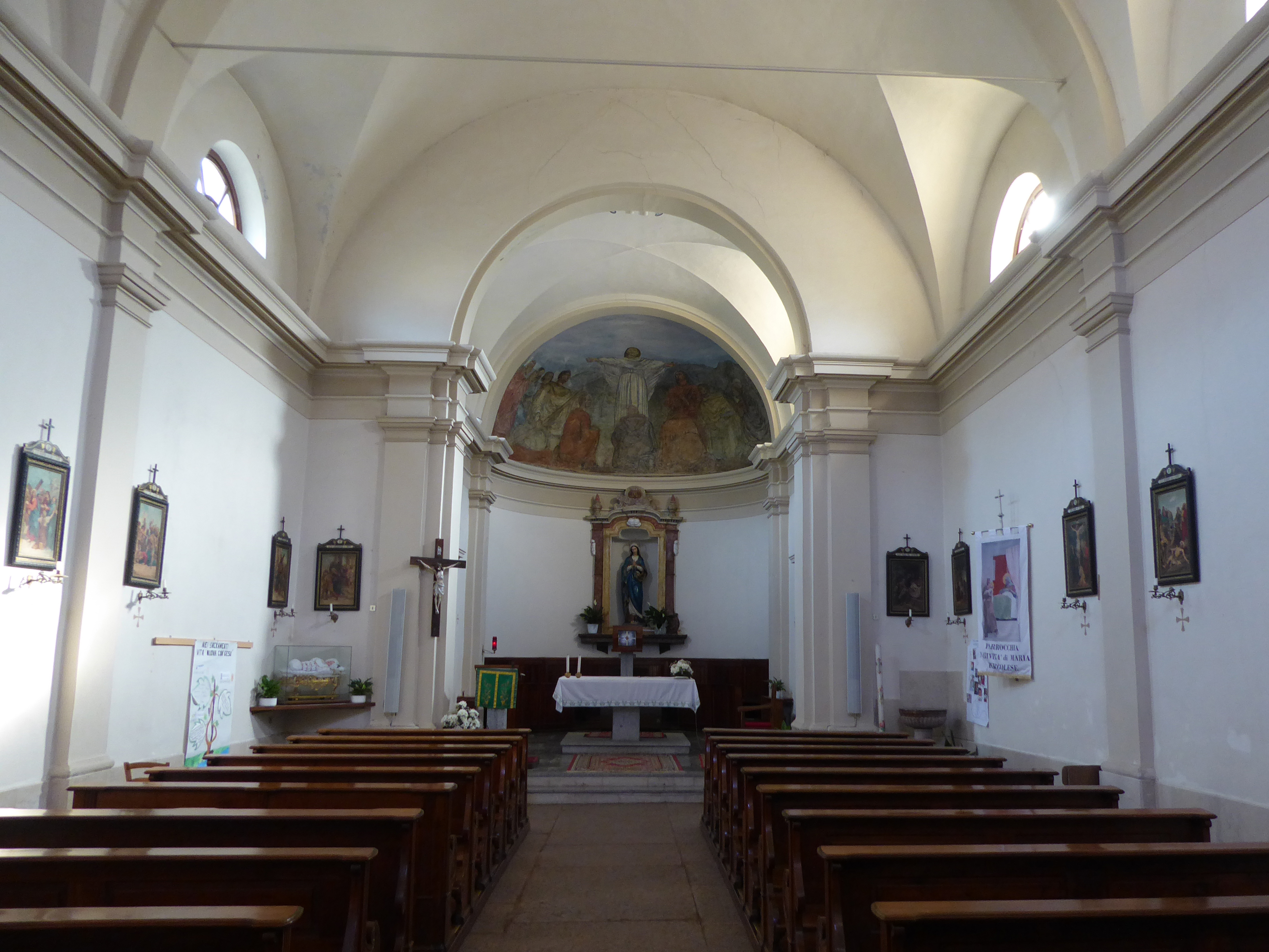
Navata, presbiterio e altare maggiore

Il progetto iniziale del luogo di culto venne preparato nel 1901 e il cantiere per la sua edificazione fu aperto dal 1905 al 1912. In quegli anni venne anche arricchito di decorazioni e alla fine dei lavori fu benedetto ed aperto alle funzioni religiose.
Il giorno 8 settembre 1912 una processione trasferì da Lasino la statua raffigurante la Madonna.
Durante il secondo conflitto mondiale, nel 1943, la chiesa venne restaurata, con una nuova tinteggiatura esterna e altre decorazioni nella sala. Sempre nel 1943 divenne curazia della chiesa parrocchiale di San Pietro a Lasino. L'area cimiteriale venne costruita e benedetta nel 1945.
La solenne consacrazione fu celebrata il 1946 dall'arcivescovo di Trento Carlo De Ferrari e l'anno successivo la facciata venne completata con due campanili a vela. Nel 1956 venne realizzato un restauro conservativo e, il 30 ottobre 1962, venne elevata a dignità di chiesa parrocchiale. Rappresenta il centro della comunità di Pergolese.

## Descrizione

### Esterno
L'edificio si trova nel centro dell'abitato della frazione di Pergolese ed ha orientamento verso sud. Il prospetto principale è neoclassico, caratterizzato da quattro paraste con capitello dorico che reggono il grande frontone triangolare. Sui due lati della copertura del tetto, frontalmente, sono presenti i due campanili a vela simmetrici. Il portale di accesso è architravato e racchiuso in un motivo ornamentale culminante con arco a tutto sesto. Al centro della facciata un piccolo oculo. La copertura del tetto è in coppi.

### Interno
La navata interna è unica, semplice, suddivisa in tre campate con volta a botte. Il presbiteri è leggermente rialzato. La pavimentazione della sala è in lastre di pietra. il catino absidale è affrescato.